# The House of Love
The House of Love är ett engelskt indiepop-band bildat i Camberwell, England 1986. Bandet hade relativt stor kommersiell framgång och influerade flera shoegaze-band och senare alternativa rockband. Frontmannen och låtskrivaren var Guy Chadwick, och bandet hade en liten mini-hit i Sverige med låten "Christine", deras tredje singel på Creation Records. Dock kom inte deras kommersiella genombrott förrän de fått skivkontrakt med Fontana Records, där deras första singlar "Never" och "I Don't Know..." hamnade just utanför Topp 40-listan i England medan den tredje, en nyutgivning av första singeln "Shine On", kom in på Topp 20. Det öppnade dörrarna för det självbetitlade albumet 1990 som hamnade på Topp 10. Bråk om pengar och droger fick gitarristen Terry Bickers att lämna bandet 1989. Just droger blev ett alltmer problem samtidigt som medias fokus flyttades från London till Manchester. Nya musikstilar som grungen gjorde också sitt till att bandet började falla i popularitet. Trots detta sålde albumen Babe Rainbow och Audience with the Mind tillräckligt bra för att nå Topp 40-listan. 1993 fick dock bandet nog och splittrades.
2002 träffades Chadwick och Bickers i en studio för att testa nya låtidéer. Utfallet blev så bra att bandet återförenades och 2005 gavs deras femte album, Days Run Away, ut.

## Diskografi
Studioalbum
- The House of Love (1988) (Creation)
- The House of Love (1990) (Fontana)
- Babe Rainbow (1992) (Fontana)
- Audience with the Mind (1994) (Fontana/Mercury)
- Days Run Away (2005) (Art & Industry)
- She Paints Words in Red (2013) (Cherry Red)

Livealbum
- Live at the Lexington (2014) (Cherry Red)

Samlingsalbum
- The House of Love - Singles collection (1987) (Creation)
- A Spy in The House of Love (1990) (Fontana)
- Best of The House of Love (1998) (Fontana/Mercury/Chronicles)
- The John Peel Sessions 88-89 (2000) (Strange Fruit)
- 1986-88 The Creation Recordings (2001) (PLR)
- The Fontana Years (2004) (Spectrum)
- Complete John Peel Sessions (2006) (samlingsalbum) (Mercury / Universal)
- Live at the BBC (2009) (Mercury / Universal)

Singlar
- "Shine On" (1987)
- "Real Animal" (1987)
- "Christine" (1988)
- "Destroy The Heart" (1988)
- "Never" (1989)
- "I Don't Know Why I Love You" (1989)
- "Shine On (remix)" (1990)
- "Beatles and the Stones" (1990)
- "Marble" (1991)
- "The Girl With The Loneliest Eyes" (1991)
- "Feel" (1992)
- "You Don't Understand" (1992)
- "Crush Me" (1992)
- "Hollow" (1993)
- "Love You Too Much" (2005)
- "Gotta Be That Way" (2005)
- "A Baby Got Back on Its Feet" (2013)